# クヌーズ (デンマーク王子)
クヌーズ・ア・ダンマーク（デンマーク語: Knud af Danmark、1900年7月27日 – 1976年6月14日）は、デンマークの王子である。グリュックスボー家の一員として、デンマーク王クリスチャン10世と王妃アレクサンドリーネの次男として生まれた。兄にフレゼリク9世がいる。

## 生涯と家族
クヌーズは1900年7月27日、デンマークのコペンハーゲンにあるソアゲンフス宮殿（Sorgenfri Palace）で誕生した。彼の洗礼名はクヌーズ・クリスチャン・フレゼリク・ミカエル（Knud Christian Frederik Michael）である。
1933年9月8日、クヌーズは従姉妹であるカロリーネ＝マティルデ・ア・ダンマーク（Caroline-Mathilde af Danmark、1912年4月27日 - 1995年12月12日）と結婚した。彼女はデンマーク王子ハーラル（Harald af Danmark）の娘である。二人の間には以下の3人の子供が生まれた。
- エリサベト・ア・ダンマーク（Elisabeth af Danmark、1935年5月8日 - 2018年6月19日）
- インゴル・ア・ダンマーク（Ingolf af Danmark、1940年2月17日 - ）
- クリスチャン・ア・ダンマーク（Christian af Danmark、1942年10月22日 - 2013年5月21日）

## 王位継承権と継承法
クヌーズ王子は、デンマーク王位の推定相続人であった期間がある。デンマークの王位継承法は、1953年に改正されるまで男系男子に限定されていた。兄フレゼリク9世には男子がいなかったため、1947年に父クリスチャン10世が崩御しフレゼリク9世が即位すると、クヌーズ王子は王位の推定相続人となった。
しかし、1953年、デンマークの憲法が改正され、王位継承法も変更された。この改正により、女性の王位継承が認められるようになった（ただし、男子優先）。この結果、フレゼリク9世の長女であるマルグレーテ王女（後のマルグレーテ2世）が王位継承順位の1位となり、クヌーズ王子の継承順位は降格した。この改正は、国民投票によって承認されている。

## その後の人生と死
王位継承法の改正後も、クヌーズ王子はデンマーク王室の一員として公務をこなした。彼は狩猟や航海を趣味とし、王室の伝統的な役割を担っていた。
クヌーズ王子は1976年6月14日、デンマークのコペンハーゲンにおいて75歳で死去した。彼の死後、王位継承権は彼の息子たちに引き継がれたが、彼らが王位に就くことはなかった。